# Avenged Sevenfold (album)
Avenged Sevenfold je četrti album ameriške glasbene skupine z enakim imenom. Izšel je leta 2007 pri založbi Warner Bros. Records. Skladbe na albumu so hard rock zvrsti, izjema sta le »Dear God«, ki je po zvrsti country, in »A Little Piece of Heaven«, ki je broadwayjsko obarvan.

## Naslovi in trajanje skladb
1. »Critical Acclaim« - 05:15
2. »Almost Easy« - 03:53
3. »Scream« - 04:48
4. »Afterlife« - 05:52
5. »Gunslinger« - 04:11
6. »Unbound (The Wild Ride)« - 05:12
7. »Brompton Cocktail« - 04:13
8. »Lost« - 05:02
9. »A Little Piece of Heaven« - 08:02
10. »Dear God« - 06:34